# Steinbergerweg

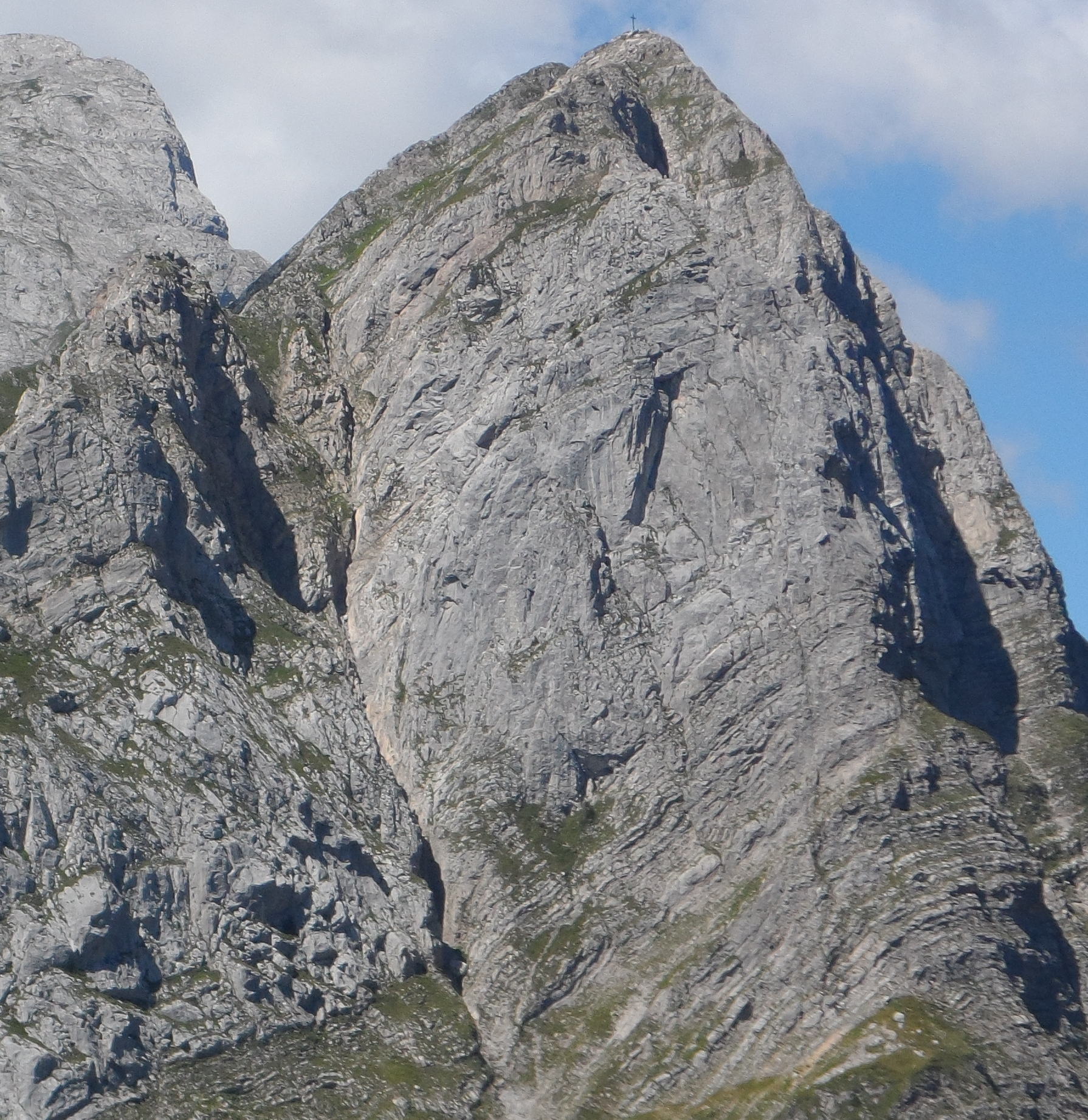
Der Frischenkofel mit Ostgipfel (rechts mit Kreuz) und Westgipfel; der Steinbergerweg verläuft entlang der sichtbaren Rinne zwischen den beiden Bergkörpern.

Der Steinbergerweg ist eine als Klettersteig ausgebaute und rund 300 Höhenmeter überwindende Felsrinne an der Ostseite des Frischenkofel (italienisch: Cellon) am Plöckenpass in Kärnten, Österreich, nahe der italienischen Grenze. Er ist mit der Schwierigkeit B/C bzw. 1/1+ bewertet und wurde 1915 durch Simon Steinberger erstbegangen.   

## Geschichte
Während des Ersten Weltkrieges kam es im Zuge des Gebirgskrieges im Juni 1915 zur Einnahme des Gipfelkammes des Frischenkofel durch italienische Einheiten, wodurch der Talort Kötschach-Mauthen unter Beschuss genommen werden konnte. Der dortige Gendarmerie-Postenkommandant Simon Steinberger erstieg daraufhin am 24. Juni mit fünf weiteren Gendarmen ungesichert und in voller Ausrüstung eine Rinne in der Ostwand, die von den Italienern aufgrund ihrer Schwierigkeiten nicht überwacht worden war, und überwältigte am frühen Morgen des 25. Juni die italienische Stellung am Ostgipfel. Die verbliebenen Italiener zogen sich in Unwissenheit über die Stärke des Gegners auf den Westgipfel zurück und konnten von dort aus Kötschach-Mauthen nicht mehr bedrohen.
Steinberger und seine Gendarmen konnten sich fünf Tage und Nächte halten, während nachgerückte Pioniere die schwierigen Wandpassagen der Rinne mit Sicherungsseilen versahen und dadurch Verstärkung auf den Ostgipfel aufsteigen konnte. Am 18. Juli 1915 konnten Steinberger und rund 30 weitere Männer auch kurzfristig den Westgipfel zurückerobern. Für seine Leistungen wurde Steinberger als einer der ersten mit der Tapferkeitsmedaille in Gold ausgezeichnet.
Der Steinbergerweg wurde im Sommer 1965 von Soldaten der 7. Gebirgsbrigade des Bundesheeres neu angelegt und so für Bergsteiger gangbar gemacht. In den 1980ern wurden die alten Stellungen, Wege und Stollen aus dem Weltkrieg zum Freilichtmuseum Plöckenpass erklärt und von Walther Schaumann und seinen Dolomitenfreunden aufwendig restauriert.
1987 wurde der Cellonstollen als Klettersteig auf die Cellonschulter eröffnet, von wo aus der Steinbergerweg nach kurzem Fußweg in nordwestlicher Richtung erreicht werden konnte. Von da an galt die Kombination aus Stollen und Steinbergerweg als ein beliebter und erlebnisreicher Aufstieg zum Gipfelbereich des Frischenkofel.
Durch die Errichtung des sicheren, sportlich und von der Aussicht her anspruchsvolleren Klettersteiges Weg ohne Grenzen von der Cellonschulter über den Südostgrat zum Gipfelkamm verlor der grasdurchsetzte und brüchige Steinbergerweg ab 1995 an Bedeutung. 2009 wurde der Klettersteig Oberst Gressel östlich des Cellonstollens eröffnet und erlaubte einen sportlicheren und mit Aussicht verbundenen Anstieg zur Cellonschulter.